# Milan Perić
Milan Perić (in serbo Милан Перић?; Čačak, 16 aprile 1986) è un ex calciatore serbo, di ruolo attaccante.

## Carriera

### Club
Ha fatto il suo esordio in prima squadra nella stagione 2006/2007 con la maglia del Mladost Lučani, nella seconda serie serba.
Nell stagione successiva passa all'Hajduk Kula, avendo l'opportunità di giocare nella massima serie. Acquistato dal Partizan è stato mandato in prestito in squadre di minor prestigio (nell'ordine Jagodina, Mladi Radnik e Metalac.
Dal 2010 ha cominciato l'avventura all'estero con gli ungheresi del Kaposvár |50 (22). Sempre in Ungheria ha giocato con Videoton, Ferencváros, Pécs e Dunaújváros, in cinque anni.
Nel 2015 si è trasferito in Bosnia, al Mladost V.O.; nella stagione seguente è andato in Grecia, con il Panaigialeios, club di seconda serie.
Nel 2016 è migrato in Cina con il Qingdao Hongshi.
Tornato in Europa, ha giocato in patria per Bežanija, TSC Bačka Topola e Sloboda Užice.
Dopo un breve ritorno in Grecia, stavolta col Loutraki, è tornato definitivamente in patria, prima collo Zvezdara e, infine, col BSK Borča con cui ha chiuso la carriera.

## Statistiche

### Presenze e reti nei club
| Stagione           | Squadra            | Campionato         | Campionato | Campionato | Coppe nazionali | Coppe nazionali | Coppe nazionali | Coppe continentali | Coppe continentali | Coppe continentali | Totale | Totale |
| Stagione           | Squadra            | Comp               | Pres       | Reti       | Comp            | Pres            | Reti            | Comp               | Pres               | Reti               | Pres   | Reti   |
| ------------------ | ------------------ | ------------------ | ---------- | ---------- | --------------- | --------------- | --------------- | ------------------ | ------------------ | ------------------ | ------ | ------ |
| 2006- feb. 2007    | Mladost Lučani     | PL                 | ?          | ?          | KS              | ?               | ?               | -                  | -                  | -                  | ?      | ?      |
| feb.-giu. 2007     | Hajduk Kula        | SL                 | ?          | ?          | KS              | ?               | ?               |                    | -                  | -                  | ?      | ?      |
| 2007-2008          | Hajduk Kula        | SL                 | 27         | 6          | KS              | ?               | ?               | CI                 | 4                  | 2                  | 31     | 8      |
| Totale Hajduk Kula | Totale Hajduk Kula | Totale Hajduk Kula | 27         | 6          |                 |                 |                 |                    | 4                  | 2                  | 31     | 8      |
| 2008-gen. 2009     | Partizan           | SL                 | 1          | 0          | KS              | ?               | ?               | CU                 | 1                  | 0                  | 2      | 0      |
| gen.-giu. 2009     | Jagodina           | SL                 | 13         | 2          | KS              | ?               | ?               | -                  | -                  | -                  | 13     | 2      |
| 2009-gen. 2010     | Mladi Radnik       | SL                 | 5          | 0          | KS              | ?               | ?               | -                  | -                  | -                  | 5      | 0      |
| gen.-giu. 2010     | Metalac            | SL                 | 11         | 2          | KS              | ?               | ?               |                    | -                  | -                  | 11     | 2      |
| 2010-2011          | Kaposvári          | NB                 | 27         | 8          | MK              | 7               | 2               |                    | -                  | -                  | 34     | 10     |
| 2011-gen. 2012     | Kaposvári          | NB                 | 15         | 11         | MK              | 4               | 2               |                    | -                  | -                  | 19     | 13     |
| Totale Kaposvári   | Totale Kaposvári   | Totale Kaposvári   | 42         | 19         |                 | 11              | 4               |                    | 0                  | 0                  | 53     | 23     |
| 2011-2012          | Videoton           | NB                 | 4          | 2          | MK              | 1               | 0               |                    | -                  | -                  | 5      | 2      |
| 2012-2013          | Videoton           | NB                 | 1          | 0          | MK              | 0               | 0               |                    | -                  | -                  | 1      | 0      |
| Totale Videoton    | Totale Videoton    | Totale Videoton    | 5          | 2          |                 | 1               | 0               |                    | 0                  | 0                  | 6      | 2      |
| 2012-2013          | Ferencvárosi       | NB                 | 16         | 4          | MK              | 1               | 0               | -                  | -                  | -                  | 17     | 4      |
| Totale Carriera    | Totale Carriera    | Totale Carriera    | 120+       | 35+        |                 | 13+             | 4+              |                    | 5                  | 2                  | 138+   | 41+    |